# Lista de representantes permanentes da Indonésia nas Nações Unidas
Esta é uma lista de representantes permanentes da Indonésia, ou outros chefes de missão, nas Organização das Nações Unidas.
A Indonésia foi admitida como membro das Nações Unidas a 28 de setembro de 1950.
| Início | Término | Representante permanente (Chefe de missão) | Cargo                        | Credenciais |
| ------ | ------- | ------------------------------------------ | ---------------------------- | ----------- |
| 1950   | 1953    | Lambertus Nicodemus Palar                  | Representante permanente     |             |
| 1953   | 1957    | Sudjarwo Tjondronegoro                     | Representante permanente     |             |
| 1957   | 1960    | Ali Sastroamidjojo                         | Representante permanente     |             |
| 1960   | 1962    | Sukarjo Wiryopranoto                       | Representante permanente     |             |
| 1962   | 1965    | Lambertus Nicodemus Palar                  | Representante permanente     |             |
| 1965   | 1966    | Ruptura de relações diplomáticas           |                              |             |
| 1967   | 1971    | Roeslan Abdulgani                          | Representante permanente     |             |
| 1971   | 1974    | Yoga Soegomo                               | Representante permanente     |             |
| 1974   | 1979    | Khaidir Anwar Sani                         | Representante permanente     |             |
| 1979   | 1982    | Abdullah Kamil                             | Representante permanente     |             |
| 1982   | 1988    | Ali Alatas                                 | Representante permanente     |             |
| 1988   | 1992    | Nana Sutresna                              | Representante permanente     |             |
| 1992   | 1997    | Nugroho Wisnumurti                         | Representante permanente     |             |
| 1997   | 2001    | Makarim Wibisono                           | Representante permanente     | 1997-08-06  |
| 2001   | 2004    | Makmur Widodo                              | Representante permanente     | 2001-05-23  |
| 2004   | 2007    | Rezlan Ishar Jenie                         | Representante permanente     | 2004-04-13  |
| 2007   | 2009    | Marty Natalegawa                           | Representante permanente     | 2007-11-11  |
| 2009   | 2010    | Hasan Kleib                                | Encarregado de negócios a.i. | -           |
| 2010   | 2011    | Hasan Kleib                                | Representante permanente     | 2010-08-24  |
| 2012   | 2016    | Desra Percaya                              | Representante permanente     | 2012-02-10  |
| 2016   | atual   | Dian Triansyah Djani                       | Representante permanente     | 2016-04-12  |